# Guido Notari
Guido Notari (Asti, 10 maggio 1893 – Roma, 21 gennaio 1957) è stato un conduttore radiofonico e attore italiano.
È noto per essere stato lo speaker ufficiale dell'Istituto Luce.

## Biografia
Negli anni 1920 si occupa di commercio sino a diventare direttore della pubblicità alla Rinascente. Dotato di una voce chiara, priva di inflessioni dialettali, prende parte al concorso di annunciatore dell'Ente Italiano per le Audizioni Radiofoniche (EIAR). Risultato vincitore, viene assunto come capoannunciatore prima presso la sede di Milano e poi stabilmente in quella della capitale, dove rimarrà fino al 1943 continuando poi a lavorare per la RAI.
Come lettore di giornali radio e di altri testi, lavorerà accanto a Francesco Sormano, Vittorio Veltroni, Fulvio Palmieri, Franco Cremascoli, Titta Arista, Vittorio Cramer, Pia Moretti, Mario Ferretti, Emanuele Urban e altri. Il suo modo di leggere e commentare avvenimenti di vario genere, nel parlare cadenzato, diventerà tipico in quel periodo, ma anche per il dopoguerra e sarà imitato da molti altri annunciatori radiofonici e lettori di testi sia alla radio sia nei cinegiornali. Sarà inoltre il lettore del programma settimanale radio Rai Voci dal mondo.
Contemporaneamente diviene la voce ufficiale a commento del cinegiornale Luce e di svariati documentari, sino agli anni cinquanta. Sarà inoltre la voce ufficiale della Settimana Incom dove dal 1946 sino a poche settimane prima della sua morte (dal numero 1 al n° 1.500) leggerà tutti i servizi. Nel 1939 il regista Mario Bonnard lo convince a partecipare come attore alla pellicola Io suo padre, con la quale inizierà una parallela attività di attore nel cinema, recitando sempre in piccole parti, in circa 50 film, spesso interpretando dei militari.
Più fortunata la sua attività di attore radiofonico, prima nella prosa dell'EIAR e nel secondo dopoguerra in quella della Rai, dove diventerà una delle voci più ricorrenti nelle commedie e nei radiodrammi, sino alla metà degli anni cinquanta.
Ettore Scola, nel film Una giornata particolare, lo fa citare da Marcello Mastroianni (che nel film interpreta  un annunciatore vessato dal regime fascista a causa della sua omosessualità), mentre la sua voce accompagna in sottofondo l'azione scandendo la cronaca radiofonica della visita di Hitler alla capitale, diffusa dalla radio della portiera del condominio. Notari non era un giornalista né un radiocronista, bensì un annunciatore, cioè leggeva testi scritti da altri. Di sicuro non eseguì la radiocronaca della visita del dittatore tedesco a Roma (1938), che fu organizzata da Fulvio Palmieri, che coordinò un gruppo di radiocronisti facenti parte della redazione da lui diretta, presso la sede di Radio Roma dell'EIAR, fra cui un giovanissimo Vittorio Veltroni e Franco Cremascoli. Poiché la radiocronaca è andata perduta, come gran parte della programmazione radiofonica dell'epoca, il regista Ettore Scola ha utilizzato un documentario dell'Istituto Luce (contrassegnato dalla sigla D031201) commentato dalla voce di Notari, con tagli e aggiunte.
Notari fu attivo in modo saltuario anche nel doppiaggio.
Un documentario su di lui è stato fatto nel 2015, L'ultima voce. Guido Notari di Enrico Menduni.

### Morte
La mattina del 21 gennaio 1957, come di consueto, Guido Notari si recò presso gli stabilimenti della Settimana Incom, per assolvervi il suo normale lavoro di direttore del doppiaggio. Di rientro da una gita a Fiumicino, in compagnia della moglie Tina Merlini e del figlio Brunello (che morirà giovane in un incidente stradale alcuni anni dopo), rincasando presso la sua abitazione sita in via Platone 25, accusò un improvviso malore. Un medico, urgentemente chiamato, apprestò le prime cure, ma già da subito le sue condizioni apparvero gravi. Morì a Roma a causa di un edema polmonare, poco prima delle 22. Il mattino seguente, una gran folla di personalità del cinema e della radio resero omaggio all'attore scomparso.

## Filmografia
- Io, suo padre, regia di Mario Bonnard (1939)
- Ballo al castello, regia di Max Neufeld (1939)
- Una moglie in pericolo, regia di Max Neufeld (1939)
- In campagna è caduta una stella, regia di Eduardo De Filippo (1939)
- Piccolo hotel, regia di Piero Ballerini (1939)
- Il sogno di Butterfly, regia di Carmine Gallone (1939)
- Ricchezza senza domani, regia di Ferdinando Maria Poggioli (1940)
- Sissignora, regia di Ferdinando Maria Poggioli (1940)
- La conquista dell'aria, regia di Romolo Marcellini (1940)
- Mare, regia di Mario Baffico (1940)
- Gli ultimi della strada, regia di Domenico Paolella (1940)
- Manon Lescaut, regia di Carmine Gallone (1940)
- La danza dei milioni, regia di Camillo Mastrocinque (1940)
- Ecco la radio!, regia di Giacomo Gentilomo (1940)
- L'assedio dell'Alcazar, regia di Augusto Genina (1940)
- Incanto di mezzanotte, regia di Mario Baffico (1940)
- La zia smemorata, regia di Ladislao Vajda (1940)
- Notte di fortuna, regia di Raffaello Matarazzo (1941)
- Don Buonaparte, regia di Flavio Calzavara (1941)
- Vertigine, regia di Guido Brignone (1942)
- M.A.S., regia di Romolo Marcellini (1942)
- Soltanto un bacio, regia di Giorgio Simonelli (1942)
- Gioco pericoloso, regia di Nunzio Malasomma (1942)
- Bengasi, regia di Augusto Genina (1942)
- Una storia d'amore, regia di Mario Camerini (1942)
- Signorinette, regia di Luigi Zampa (1942)
- Cronache di due secoli, regia di Giovacchino Forzano (1943)
- Grattacieli, regia di Guglielmo Giannini (1943)
- Incontri di notte, regia di Nunzio Malasomma (1943)
- Gente dell'aria, regia di Esodo Pratelli (1943)
- Spie fra le eliche, regia di Ignazio Ferronetti (1943)
- Cortocircuito, regia di Giacomo Gentilomo (1943)
- Piazza San Sepolcro, regia di Giovacchino Forzano (1943)
- La casa senza tempo, regia di Andrea Forzano (1943)
- Resurrezione, regia di Flavio Calzavara (1944)
- I dieci comandamenti, regia di Giorgio Walter Chili (1944)
- Il fantasma della morte, regia di Giuseppe Guarino (1946)
- Avanti a lui tremava tutta Roma, regia di Carmine Gallone (1946)
- Genoveffa di Brabante, regia di Primo Zeglio (1947)
- Il corriere del re, regia di Gennaro Righelli (1947)
- Dove sta Zazà?, regia di Giorgio Simonelli (1947)
- Il fiacre n. 13, regia di Mario Mattoli (1948)
- Fuga nella tempesta, regia di Ignazio Ferronetti (1948)
- Cuore, regia di Duilio Coletti (1948)
- Gli uomini sono nemici, regia di Ettore Giannini (1948)
- Il cavaliere misterioso, regia di Riccardo Freda (1948)
- Antonio di Padova, regia di Pietro Francisci (1949)
- I due derelitti, regia di Flavio Calzavara (1951)
- Senza bandiera di Lionello De Felice (1951)
- La rivale dell'imperatrice, regia di Jacopo Comin (1951)
- Il tallone di Achille, regia di Mario Amendola, Ruggero Maccari (1952)
- Disonorata (senza colpa), regia di Giorgio Walter Chili (1954)
- Elena di Troia, regia di Robert Wise (1956)

## Prosa radiofonica RAI
- L'uomo onesto di Vittorio Minnucci, regia di Anton Giulio Majano, trasmessa il 1º dicembre 1945.
- L'ippocampo di Sergio Pugliese, regia di Guglielmo Morandi, trasmessa il 6 aprile 1946.
- Tutto questo è finito di Jack Alldrige, regia di Guglielmo Morandi, trasmessa l'11 giugno 1946.
- Antigone di Jean Anouilh, regia di Guglielmo Morandi, trasmessa il 19 giugno 1946.
- Santa Giovanna, di George Bernard Shaw, regia di Guglielmo Morandi, trasmessa il 9 maggio 1949.
- Delirio, radiodramma di Diego Fabbri, regia di Pietro Masserano Taricco, trasmessa il 6 luglio 1949.
- Un viaggio in Florida, radiodramma di Ermanno Carsana, regia di Pietro Masserano Taricco, trasmesso il  27 giugno (1950)
- La pistola d'ordinanza, radiocommedia di Wolfang Altendorf, regia di Pietro Masserano Taricco, trasmessa il 16 agosto 1952.
- Corruzione al Palazzo di Giustizia, di Ugo Betti, regia di Pietro Masserano Taricco, trasmessa il 10 luglio 1953
- Cronaca a Olimpia, radiodramma di Alberto Perrini e Remo Pasqucci, regia di Gian Domenico Giagni, trasmesso il 2 giugno 1955

## Varietà radiofonici RAI
- Carrellate su Hollywood, varietà cinematografico presentato da Guido Notari, realizzato da Gianni Giannantonio, trasmesso i mercoledì nei mesi giugno, luglio, agosto 1953, nel secondo programma.

## Varietà televisivi RAI
- Oggi è ancora domenica, varietà quindicinale con Arnoldo Foà, Marisa Mantovani e Guido Notari, regia di Eros Macchi (1954)

## Doppiaggio
- Les Tremayne ne "Il pianeta proibito"